# Chủ nghĩa xã hội Phật giáo
Chủ nghĩa xã hội Phật giáo là một ý thức hệ chính trị có nội dung ủng hộ chủ nghĩa xã hội dựa trên các lý thuyết của Phật giáo. Chủ trương của những người theo chủ nghĩa xã hội Phật giáo là kêu gọi và đấu tranh cho việc xóa bỏ hoặc giảm bớt sự phân biệt giai cấp, cho việc cung ứng những nhu cầu cấp thiết về thực phẩm, nhà ở, thuốc men, quần áo của người dân, củng cố các giá trị luân lý dựa trên giáo lý nhà Phật và giúp đỡ người dân vượt qua được sự tham lam về của cải vật chất.

Quốc kỳ Lào, đôi khi được sử dụng như một điểm tập hợp của chủ nghĩa xã hội Phật giáo, do cuộc cách mạng của họ về cơ bản được thiết lập dựa trên một yếu tố tôn giáo và Mác-xít được đồng bộ hóa một cách đáng kể

Những cá nhân được đánh giá là người theo chủ nghĩa xã hội Phật giáo có thể kể đến như Bhimrao Ambedkar, Buddhadasa Bhikkhu, S. W. R. D. Bandaranaike, Hàn Long Vân, U Nu và Norodom Sihanouk.
Nhà triết học Bhikkhu Buddhadasa (người Thái Lan) là người đặt ra "chủ nghĩa xã hội Đạt Ma" (Dhammic socialism). Ông tin rằng chủ nghĩa xã hội là một trạng thái tự nhiên, điều này có nghĩa tất cả mọi sự vật trên thế gian đều tồn tại cùng nhau trong một hệ thống.
| “                     | Nhìn những con chim kìa, chúng ta thấy chúng chỉ ăn một lượng thức ăn vừa đủ với sức chứa của dạ dày của chúng. Chúng không thể ăn nhiều hơn thế, chúng không có kho để chứa thức ăn. Nhìn những con kiến và sâu bọ kìa, chúng chỉ có thể làm được chừng ấy mà thôi. Nhìn những cây cối kìa, cây cối chỉ có thể hấp thụ lượng dinh dưỡng và nước mà thân cây có thể chứa đựng chứ không thể hơn thế. Vì vậy, một hệ thống trong đó một cá nhân không thể xâm phạm quyền lợi của người khác hay cướp đoạt tài sản của họ là phù hợp với tự nhiên và tồn tại một cách tự nhiên, và đó là cách mà nó trở thành một xã hội continued to be one, cho đến khi cây cối trở nên dồi dào, muông thú trở nên dồi dào, và cuối cùng con người trở nên dồi dào trên thế gian. Sự tự do trong việc tích trữ được kiểm soát chặt chẽ bởi tự nhiên, trong hình thái của chủ nghĩa xã hội tự nhiên. | ” |
| — Bhikkhu Buddhadasa, | |   |

Về phía mình, thi sĩ Hàn Long Vân (người Triều Tiên) cho rằng bình đẳng là một trong những nguyên lý cơ bản của Phật giáo. Trong một buổi phỏng vấn được ấn hành vào năm 1931, ông bày tỏ mong muốn của mình trong việc khai phá và tìm hiểu chủ nghĩa xã hội Phật giáo.
| “               | Hiện nay tôi đang có kế hoạch viết về chủ nghĩa xã hội Phật giáo. Giống như trong hệ thống tư tưởng của Cơ Đốc giáo tồn tại chủ nghĩa xã hội Thiên chúa giáo, chắc chắn phải có chủ nghĩa xã hội Phật giáo tồn tại trong lòng Phật giáo. | ” |
| — Hàn Long Vân, | |   |

Đạt Lai Lạt Ma XIV Đăng-châu Gia-mục-thố lưu vong của Tây Tạng (Trung Quốc) đã nhận định như sau về chủ nghĩa Mác và chủ nghĩa xã hội:
| “ | Trong số tất cả các học thuyết về kinh tế học hiện đại, hệ thống kinh tế của chủ nghĩa Mác được xây dựng dựa trên nền tảng luân lý đạo đức, trong khi chủ nghĩa tư bản chỉ quan tâm đến lợi nhuận và thành quả. (...) Sự thất bại của chế độ Xô Viết cũ, theo cảm nhận của tôi, không phải là sự thất bại của chủ nghĩa Mác mà là sự thất bại của chủ nghĩa toàn trị. Vì lý do này, tôi vẫn cho rằng tôi một phần là một Phật tử, một phần là người theo chủ nghĩa Mác. | ” |

## Bình luận thêm

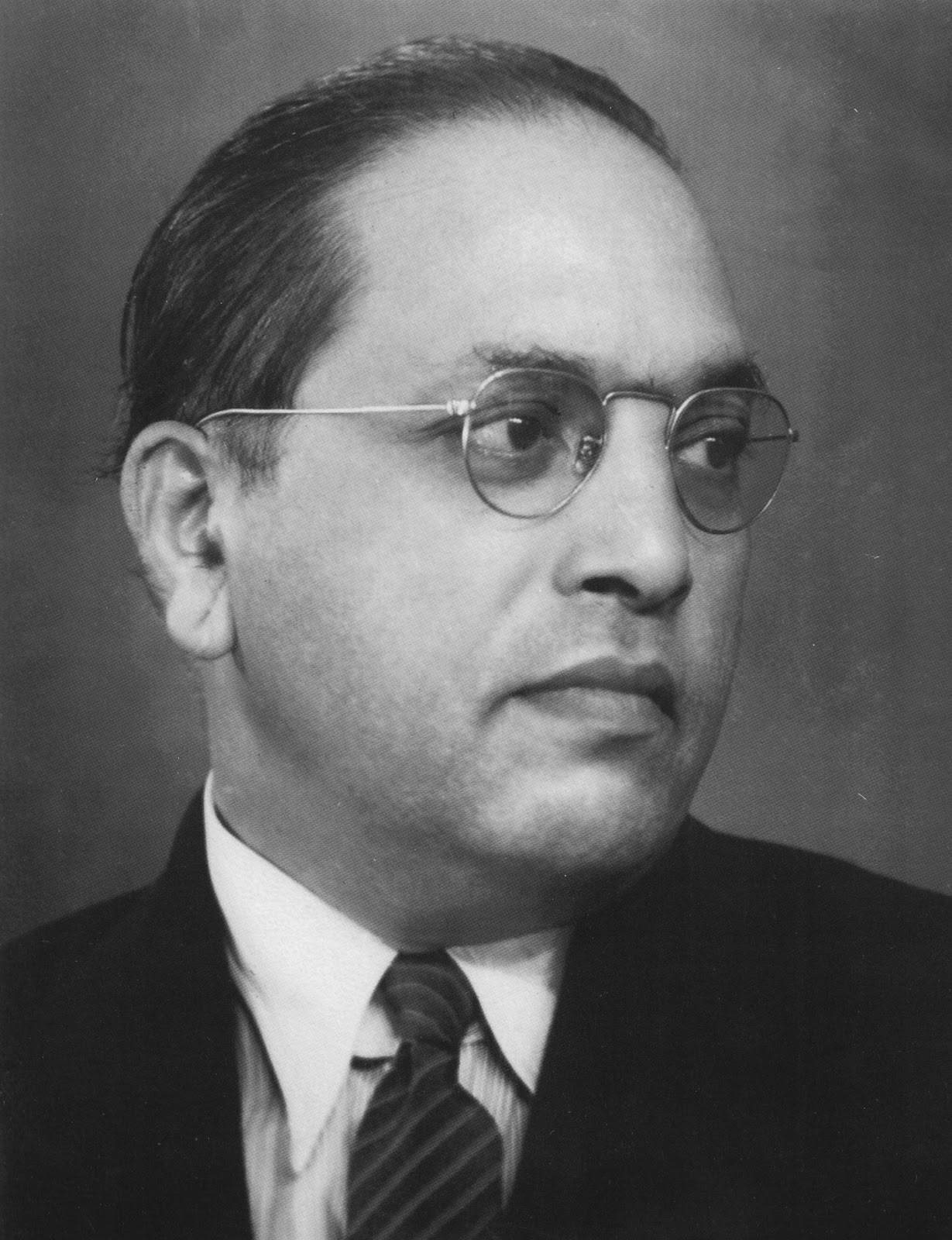
Bhimrao Ambedkar

Bhimrao Ambedkar, một tiến sĩ Ấn Độ theo đạo Phật với cuốn "Đức Phật hay Karl Marx" cho là chủ nghĩa xã hội của Marx sai lầm khi khuyến khích cách thức cực đoan nhờ chế độ độc tài và bạo lực dù ông cũng ủng hộ một xã hội phi giai cấp, theo ông thì chế độ độc tài chỉ được coi là quá trình quá độ tạm thời cho một nền dân chủ trong khi nền dân chủ và hòa bình lại thật rất cần thiết cho sự đi lên và cải cách, ông ủng hộ một chế độ trung dung và ôn hòa, ông phê phán tính mâu thuẫn của tư tưởng Marx mà điển hình cho sự không tưởng đó là ở Liên Xô, đạo đức và tôn giáo như đạo Phật là rất quan trọng và thiết thực cho đời sống xã hội và tính cách con người chứ không hề mờ ảo và cực đoan theo cách đánh giá diễn giải phiếm diện của Marx, đặc biệt là với cách nhìn chống Ki-tô giáo, ông còn cho rằng nhà nước vẫn sẽ tồn tại nếu nó là sự đảm bảo cho sự phát triển và tiến bộ của xã hội, ông ủng hộ sự cân bằng giữa nhu cầu tinh thần và vật chất, và cho rằng sự bóc lột về văn hóa còn nghiêm trọng hơn bóc lột trong mối quan hệ kinh tế đơn thuần, ông thể hiện mong muốn xây dựng một xã hội không những bình đẳng mà còn có sự tự do và bác ái, tất cả việc làm và vấn đề đều là vì chân lý và công lý cũng như chính nghĩa.